# Уолл-стрит, 60
Новое здание Deutsche Bank (англ. Deutsche Bank Bilding) — небоскрёб в Финансовом квартале Манхэттена. Фасады здания выходят на Уолл- и Пайн-стрит.
Проект небоскрёба был разработан архитектурным объединением Kevin Roche, John Dinkeloo & Associates и группой WSP. Строительство здания велось в 1987 по 1989 год. Его высота составляет 227 метров, совокупная площадь помещений — 156 000 м², в здании насчитывается 47 этажей. 20-й и 47-й этажи здания выделены под конференц-комнаты. В вестибюле небоскрёба имеется вход на станцию метро Wall Street (2, 3). На крыше небоскрёба установлены 682 солнечные батареи.
В 2001 году небоскрёб был приобретён банком Deutsche Bank за 600 млн $. После атак 11 сентября, приведших к тому, что старое здание Дойче-Банк-билдинг стало непригодным для обитания, в этот небоскрёб переехало 5500 служащих банка. В 2007 году здание было продано по договору возвратного лизинга за 1,2 млрд $.
В 2012 году здание получило премию как самое экологичное в стране.

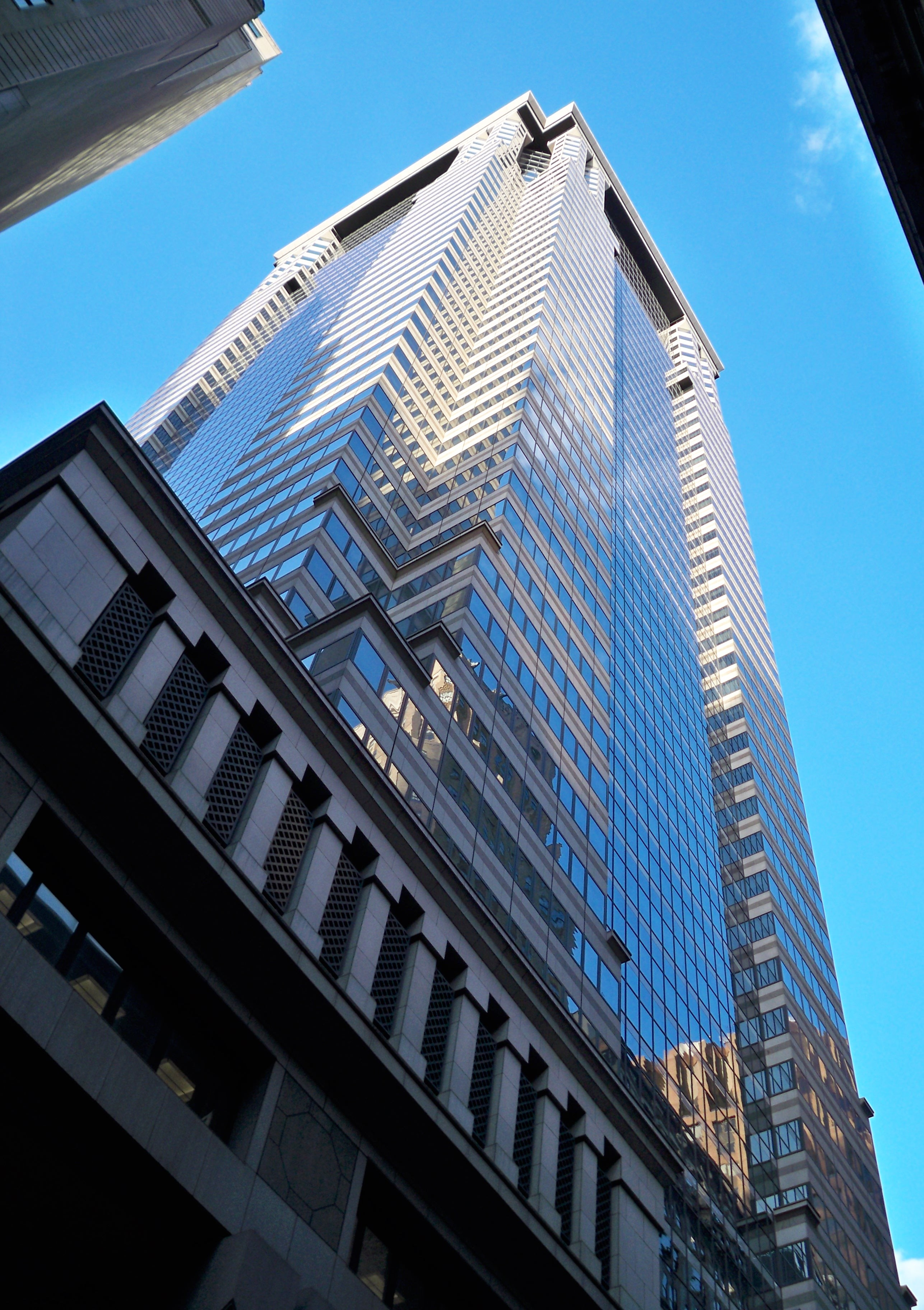
Небоскрёб в июле 2010 года
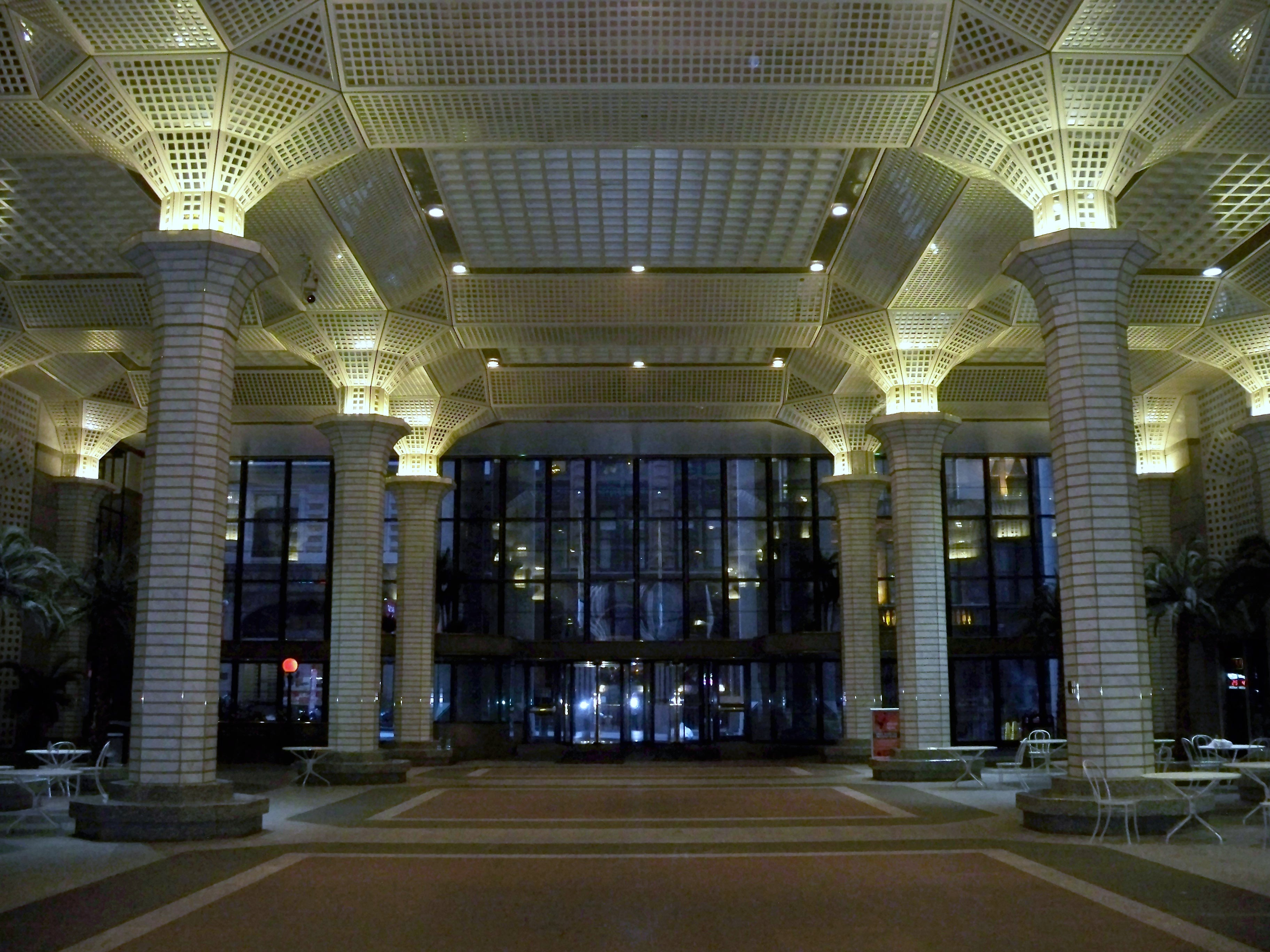
Центральный холл